# Níjniaia Knia
Níjniaia Knia - Нижняя Кня (rus) - és un poble de la República del Tatarstan, a Rússia. El 2010 tenia 316 habitants.